# タイ国立図書館
タイ国立図書館 (タイ語:หอสมุดแห่งชาติ、英語：National Library of Thailand　英略称：NLT）は、タイ王国の出版物、著作の保管と管理を行う国立の図書館。1905年に3館の王立の文庫を統合して創設された。タイ王国内閣 文化省 芸術局の内部部局である国立図書館部(タイ語:สำนักหอสมุดแห่งชาติ、英語：National Library Office）によって運営されている。

## 概要
タイ国立図書館は、王国中の国家的な知的財産、つまり科学技術書、芸術、タイ文字で残された文書（碑文、貝葉文書）、タイ古文書、印刷物、視聴覚資料および電子資料などを収集、保管、保存、整理を行うことを目的とした機関である。さらに、同図書館は本館および分館において、タイ国内外の利用者に広く情報を提供することを職務としている。

## 歴史
タイ国立図書館の前身は、1905年10月12日にラーマ5世が既存の王室経蔵、ワチラヤーン御文庫、仏教文庫の三つの文庫を統合して設立された国立ワチラヤーン図書館である。1933年立憲革命により人民政府が樹立すると、タイ政府芸術局が創設され、国立ワチラヤーン図書館を運営することになった。さらにタイ国立図書館と名称を変更し、その後も図書館は発展を続け、1966年には、現在のサムセーン通りの新館に本館を移転した。

### 略歴
- 1905年、ラーマ5世が3つの王立文庫を『王室経蔵』、『ワチラヤーン御文庫』、『仏教文庫』を統合、『国立ワチラヤーン図書館』を創設。
- 1916年 国立ワチラヤーン図書館をワット・マハータートの東、テーワラワート館（Thavaravathu）に移転。
- 1925年、ラーマ7世の命により、ダムロン親王がすべてのタイ古文書、碑文写本、金細工書庫をシーワモークピマン宮（現国立博物館構内）に移して『ワチラヤーン文庫』と名づけ、その一方で、写本のコレクションとラーマ6世の蔵書をテーワラワート館に残して『ワチラーウット王文庫』と名づけた。
- 1933年、図書館は芸術局図書館課の管轄下に配属される。『国立図書館』に改称される。
- 1947年、ダムロン親王の蔵書の寄贈を受けて『ダムロン親王記念文庫』を設立。その後、ポーンプラープ区ラーンルワン通りにあるダムロン親王の旧邸宅ラワディット宮（วังวรดิศ）に移転。
- 1966年、国立図書館をサームセーン通りの新館に移転。
- 1972年-2009年、16ヶ所の国立図書館分館を国内各地に設立。
- 1979年、『ナラティープ社会科学研究センター』（ศูนย์นราธิปเพื่อการวิจัยทางสังคมศาสตร์）をテーワラワート館に設立。現在はセンターは廃止されている。
- 1981年、王室コレクション、王室蝋細工コレクション、ラーマ6世のドゥシット・ターニー民主主義実験市の展示を行うためにワチラーウット王記念ホールを設置
- 1990年、プーミポンアドゥンラヤデート図書館棟建設。
- 1994年、『シリントーン王女音楽ライブラリー』設立
- 1997年、『ラーマ9世音楽ライブラリー』設立
- 1999年、『ラートクラバン国立図書館』設立
- 2000年、王室プロジェクトの情報センターとして『ラーマ5世記念ホール』をテーワラワート館に設立。王室プロジェクトの常設展示を行っている。

## 本館所在地
バンコク ドゥシット区 セームセーン通り ワースクリー船着場（ท่าวาสุกรี ถนนสามเสน เขตดุสิต กรุงเทพมหานคร） 

## 開館時間
| 部門名                     | 開館日 | 時間                  |
| -------------------------- | ------ | --------------------- |
| 古文書                     | 月-金  | 9.00 a.m. – 4.30 p.m. |
| 貴重書                     | 月-金  | 9.00 a.m. – 4.30 p.m. |
| メディア法 / ISBN / ISSN   | 月-金  | 9.00 a.m. – 4.30 p.m. |
| 一般出版物                 | 月-金  | 9.00 a.m. – 6.30 p.m  |
|                            | 土-日  | 9.00 a.m. – 5.00 p.m. |
| インターネット / CD-ROM    | 月-金  | 9.00 a.m. – 6.15 p.m. |
|                            | 土-日  | 9.00 a.m. – 4.45 p.m. |
| ワチラーウット王記念ホール | 月-金  | 9.00 a.m. – 4.30 p.m. |
| 音楽ライブラリー           | 月-土  | 9.00 a.m. – 4.30 p.m. |

※祝日休館

## 国立図書館部
国立図書館の事業、研究の運営は文化省芸術局国立図書館部によって行われている。1966年5月5日に設置。

### 部局
同部は5つの部門から成り立っている。
- 図書館資源開発部門（กลุ่มพัฒนาทรัพยากรห้องสมุด） 
  - 図書館資源選定・鑑定課（กลุ่มงานคัดเลือกและประเมินคุณภาพทรัพยากรห้องสมุด）
  - 図書館資源調査・分類課（กลุ่มงานวิเคราะห์เนื้อหาและจัดหมวดหมู่ทรัพยากรห้องสมุด）
  - 図書保存・修繕課（กลุ่มงานสงวนและรักษาหนังสือ）
  - 印刷物書庫課（คลังสิ่งพิมพ์）
  - 交換・貸出センター（ศูนย์กลางแลกเปลี่ยนและยืมสิ่งพิมพ์）
- 文献資料調査サービス部門（กลุ่มบริการค้นคว้าอ้างอิง）
  - 図書サービス課（กลุ่มงานบริการหนังสือ）
  - 定期刊行物・印刷物サービス課（กลุ่มงานบริการวารสารและสิ่งพิมพ์）
  - 国会資料サービス課（กลุ่มบริการข้อมูลรัฐสภา）
  - ナラーティープ社会科学研究センター（ศูนย์นราธิปเพื่อการวิจัยทางสังคมศาสตร์）
  - ダムロン・ラーチャーヌパープ図書館（หอสมุดดำรงราชานุภาพ）
  - プーミポン・アドゥンヤデート記念ホール（หอเฉลิมพระเกียรติพระบาทสมเด็จพระเจ้าอยู่หัวภูมิพลอดุลยเดช）
- 文字・碑文部門（กลุ่มหนังสือตัวเขียนและจารึก） 
  - 古言語課（กลุ่มงานภาษาโบราณ）
  - 古文書調査課（กลุ่มงานสำรวจเอกสารโบราณ）
  - 登録サービス課（กลุ่มงานทะเบียนและบริการ）
- 視聴覚資料・図書館業務部門（กลุ่มโสตทัศนวัสดุและกิจกรรมห้องสมุด）
  - 視聴覚資料製作課（กลุ่มงานผลิตโสตทัศนวัสดุ）
  - 視聴覚資料サービス課（กลุ่มงานบริการโสตทัศนวัสดุ）
  - シリントーン音楽図書館（ห้องสมุดดนตรีทูลกระหม่อมสิรินธร）
  - 図書館業務課（กลุ่มงานกิจกรรมห้องสมุด）
  - 芸術課（กลุ่มงานศิลปกรรม）
- 図書館情報センター（ศูนย์สารนิเทศห้องสมุด）
  - 情報技術開発課（กลุ่มงานพัฒนาเทคโนโลยีสารนิเทศ）
  - 情報アーカイブ課（กลุ่มงานคลังข้อมูล สารสนเทศ）
  - 国家研究情報連絡理事会秘書事務所（สำนักงานเลขานุการคณะกรรมการอำนวยการและประสานงานระบบสารนิเทศทางวิชาการแห่งชาติ ( กอสช .)）
  - 図書館基盤研究課（กลุ่มมาตรฐานและวิจัยห้องสมุด）

### 地方支部局
全国17ヶ所の国会図書館に支部局を持つ。

## タイ国立図書館分館リスト
タイ王国には現在17館の国立図書館が存在している。それ以外に県、郡にも公共図書館が存在するが国立図書館事務所の運営ではない。
1. ラートクラバン国立図書館 （バンコク ラートクラバン区） （หอสมุดแห่งชาติเขตลาดกระบัง เฉลิมพระเกียรติ）
2. チェンマイ国立図書館　（チェンマイ県）（หอสมุดแห่งชาติรัชมังคลาภิเษก เชียงใหม่）
3. ラムプーン国立図書館　（ラムプーン県） （หอสมุดแห่งชาติลำพูน）
4. ナコーンラーチャシーマー国立図書館 （ナコーンラーチャシーマー県） （หอสมุดแห่งชาติเฉลิมพระเกียรติ ร.๙ นครราชสีมา）
5. ブリーラム国立図書館 （ブリーラム県） （หอสมุดแห่งชาติประโคนชัย บุรีรัมย์）
6. ナコーンパノム国立図書館 （ナコーンパノム県） （หอสมุดแห่งชาติเฉลิมพระเกียรติสมเด็จพระนางเจ้าสิริกิติ์พระบรมราชินีนาถ นครพนม）
7. シンブリー国立図書館 （シンブリー県） （หอสมุดแห่งชาติอินทร์บุรี สิงห์บุรี）
8. カーンチャナブリー国立図書館 （カーンチャナブリー県） （หอสมุดแห่งชาติรัชมังคลาภิเษก กาญจนบุรี）
9. スパンブリー国立図書館 （スパンブリー県） （หอสมุดแห่งชาติจังหวัดสุพรรณบุรี เฉลิมพระเกียรติ）
10. チョンブリー国立図書館 （チョンブリー県） （หอสมุดแห่งชาติ ชลบุรี）
11. チャンタブリー国立図書館 （チャンタブリー県） （หอสมุดแห่งชาติรัชมังคลาภิเษก　จันทบุรี）
12. ナコーンシータンマラート国立図書館 （ナコーンシータンマラート県） （หอสมุดแห่งชาตินครศรีธรรมราช）
13. ソンクラー・ガーンヂャナピセーク国立図書館 （ソンクラー県） （หอสมุดแห่งชาติกาญจนาภิเษก สงขลา）
14. ソンクラー・シリキット王妃記念国立図書館 （ソンクラー県） （หอสมุดแห่งชาติเฉลิมพระเกียรติสมเด็จพระนางเจ้าสิริกิติ์พระบรมราชินีนาถ สงขลา）
15. ソンクラー・ワットドーンラック国立図書館 （ソンクラー県） （หอสมุดแห่งชาติวัดดอนรัก สงขลา）
16. トラン国立図書館 （トラン県） （หอสมุดแห่งชาติเฉลิมพระเกียรติสมเด็จพระนางเจ้าสิริกิติ์พระบรมราชินีนาถ ตรัง）
17. プーケット国立図書館 （プーケット県） （หอสมุดแห่งชาติวัดเจริญสมณกิจ ภูเก็ต）

（*正式名称が長く、呼称として適さないものは、県名＋国立図書館とした。複数の国立図書館の存在するソンクラー県に関しては正式名を掲載した。正式名はタイ語を参照。）

## 関連事項
- 文化省 (タイ)
- 芸術局 (タイ)
- 国立図書館